# Ахмедзаде Рустам Аламович
Рустам Аламович Ахмедзаде (азерб. Rüstəm Aləm oğlu Əhmədzadə; нар. 25 грудня 2000, с. Буртин, Хмельницька область, Україна) — азербайджанський (до 2021 — український) футболіст, нападник клубу «Карабах» та збірної Азербайджану.

## Життєпис
Народився в селі Буртин Хмельницької області. Батько Рустама — азербайджанець, мати — українка.
У 6-річному віці разом з родиною переїхав до Києва. Футболом розпочав займатися в дитячій школі місцевої «Зірки». По завершенні навчання перебрався до «Олександрії», де з 16-річного віку виступав за команду U-19. У січні 2018 року потрапив до структури ковалівського «Колоса».
У лютому 2020 року відправився у 6-місячну оренду до складу представника Другої ліги України ФК «Поділля» (Хмельницький), проте в команді не зіграв жодного офіційного матчу.
У липні 2020 року підписав контракт з «Минаєм». У складі нової команди дебютував 19 липня 2020 року в переможному (2:1) домашньому поєдинку 25-го туру Першої ліги проти запорізького «Металурга». Рустам вийшов на поле на 85-й хвилині, замінивши Артура Карнозу. Дебютним голом у дорослому футболі відзначився 7 серпня 2020 року на 38-й хвилині переможного (2:0) домашнього поєдинку 29-го туру Першої ліги проти краматорського «Авангарду». Ахмедзаде вийшов на поле в стартовому складі, а на 62-й хвилині його замінив Василь Пиняшко.
15 грудня 2021 року підписав контракт з віце-чемпіоном Азербайджану ФК «Карабах». Цей перехід став першим повноцінним трансфером в історії «Минаю». Сума трансферу не розголошується.

## Збірна Азербайджану
У травні 2021 року був викликаний до збірної Азербайджану, за яку дебютував 2 червня того ж року в товариському матчі проти збірної Білорусі (2:1).

## Досягнення
«Минай»
- Перша ліга України
  -  Чемпіон: 2019/20

«Карабах»
- Прем'єр-ліга
  -  Чемпіон: 2021/22
- Кубок Азербайджану
  -  Володар (1): 2021/22